# Wilhelm Walloth
Wilhelm Walloth (Darmstadt, 6 de octubre de 1854 - Múnich, 8 de julio de 1932) fue un escritor alemán.

## Biografía
Sus padres fallecieron pronto, por lo que Wilhelm Walloth y su hermano Friedrich, dos años más joven que él, crecieron con un matrimonio de Hesse que no tenía hijos propios. A pesar de estar bien cuidado, era un niño enfermizo. Con 17 años murió su querida madrastra.
Walloth comenzó a escribir poemas de joven, imitando a su gran modelo Ludwig Uhland. Posteriormente vio su futuro en la pintura, pero estudió Filosofía en Heidelberg. Durante esa época, concretamente en 1882, se publicaron sus primeros poemas en forma de libro. Posteriormente se alejaría de la pintura y escribió sus principales novelas históricas y además de otras novelas, demostrando su gran talento poético. Sus novelas estaban transidas de Naturalismo y naturalistas como Michael Georg Conrad, Konrad Alberti y Karl Bleibtreu vieron en Walloth un renovador de la novela histórica. A causa de esta cercanía a los naturalistas, el fiscal del estado descubrió sus libros y fue denunciado por «escritos indecentes» en 1990, junto con Konrad Alberti y otros escritores en el llamado proceso de los realistas de Leipzig.
Tras sus estudios, de vuelta en Darmstadt, tuvo de nuevo problemas. La razón fue su amistad con el estudiante de Gymnasium Paul Nodnagel, que había alabado bajo el seudónimo G. Ludwig las obras de Walloth en la revista literaria Die Gesellschaft. El joven, superdotado y muy maduro para su edad, acabó suicidándose, de lo que se echó la culpa a su amistad con Walloth, que tenía fama de ser raro, además de haber tenido un papel destacado en el proceso de Leipzig.
Unos años más tarde, Walloth se trasladó a Múnich, donde permanecería hasta su muerte. Allí se dedicó a escribir teatro, pero que no tuvo éxito. El trato de amores homoeróticos (Ein Sonderling, Eros) y un cierto pesimismo del autor, cuyos protagonistas se suicidan a menudo, así como la bancarrota de uno de sus antiguos editores, Wilhelm Friederich, tuvieron como consecuencia que su obra fuera poco conocida entre el público.
Estuvo en contacto con conocidos sexólogos que estudiaban la homosexualidad, como Magnus Hirschfeld y Albert von Schrenck-Notzing.
Las obras principales de Walloths, Tiberius y Oktavia, fueron publicadas de nuevo en 1917 en la colección Romane der Weltliteratur («Novelas de la literatura universal») de la editorial Hesse & Becker. El autor perdió su dinero a consecuencia de la inflación tras la I Guerra Mundial, por lo que quedó a merced de benefactores. En sus últimos años estudió la teosofía de Rudolf Steiner.
Wilhelm Walloth siguió escribiendo hasta su muerte en 1932, pero fue pronto olvidado y los manuscritos de esa época han desaparecido.

## Obra
- 1882 Gedichte
- 1883 Das Schatzhaus des Königs (novela)
- 1885 Oktavia (novela)
- 1886 Paris, der Mime (novela)
- 1886 Seelenräthsel (novela)
- 1887 Aus der Praxis (novela)
- 1888 Am Starnberger See (relato)
- 1888 Der Gladiator (novela)
- 1888 Dramen ("Gräfin Pustela", "Johann v. Schwaben", "Marino Falieri")
- 1889 Tiberius (novela)
- 1889 Der Dämon des Neides (novela)
- 1890 Ovid (novela)
- 1890 Gesammelte Gedichte
- 1891 Neue Dramen ("Semiramis", "Das Opfer", "Alboin")
- 1892 Ein Liebespaar (novela)
- 1893 Es fiel ein Reif...! (novela)
- 1894 Narren der Liebe (novela corta)
- 1897 Im Banne der Hypnose (novela)
- 1901 Ein Sonderling (novela)
- 1906 Eros (novela)
- 1909 Im Schatten des Todes (novela)
- 1909 Der neue Heiland (novela)
- 1911 Walloth Museum (poemas en 2 volúmenes)
- 1924 Die Krone der Königin Zenobia (relatos de viajes)
- 1927 Sokrates (drama)
- 1928 Eine seltsame Leidenschaft
- 1929 Sappho und Lydia (obra de teatro en 4 actos)